# 篠宮トシミ
篠宮 トシミ（しのみや トシミ）は、日本の漫画家。

## 主な作品

### 連載
- コープスパーティー BloodCovered（『ガンガンパワード』⇒『月刊ガンガンJOKER』、スクウェア・エニックス、原作：祁答院慎）